# Vilhjalmur Stefansson
Pour les articles homonymes, voir Stefansson.
Vilhjalmur Stefansson (islandais : Vilhjálmur Stefánsson), né le 3 novembre 1879 à Gimli et mort le 26 août 1962 à Hanover, est un ethnologue et explorateur arctique canadien d’ascendance islandaise.
Il a notamment contribué aux découvertes géographiques dans le Nord du Canada, comme l’île Brock, l’île Mackenzie King, l’île Borden, l’île Meighen et l’île Lougheed, et écrit plusieurs ouvrages, dont The Arctic Manual, qui rassemble ses observations ethnographiques sur le mode de vie des populations inuits.

## Jeunesse
Né William Stephenson au Manitoba, où ses parents avaient émigré d’Islande deux ans plus tôt, il est allé s’installer en 1880 au Dakota du Nord avec sa famille après que celle-ci eut perdu deux enfants pendant une période de terribles inondations. Il a fait ses études à l’université du Dakota du Nord et de l’Iowa où il obtient un BA en 1903. Au cours de ses années d’université, en 1899, il a changé son nom en « Vilhjalmur Stefansson », mais tout le monde l’appelait « Stef ». Il a étudié l’anthropologie à l’école d’études supérieures de l’université Harvard, où il a été deux ans instructeur.

## Premières explorations
En 1904 et 1905, Stefansson a fait des recherches archéologiques en Islande. Recruté par Ejnar Mikkelsen et Ernest de Koven Leffingwell pour leur expédition polaire anglo-américaine, il a vécu avec les Inuits du delta du Mackenzie au cours de l’hiver 1906-1907, revenant seul à travers le pays par l’intermédiaire des fleuves Yukon et Porcupine. Sous les auspices de l’American Museum of Natural History de New York, il a entrepris, de 1908 à 1912, avec le Dr Rudolph Martin Anderson l’ethnographie des côtes de l’Arctique central des rives de l’Amérique du Nord.
En 1908, Stefansson a pris une décision qui devait affecter le reste de son temps en Alaska lorsqu’il a engagé le guide Natkusiak Inuk, qui devait rester son guide principal pour le reste de ses expéditions en Alaska. Lorsqu’il a rencontré Natkusiak, le guide inuit travaillait pour le capitaine George Baker Leavitt, Sr., un baleinier du Massachusetts et ami de Stefansson qui le ravitaillait en approvisionnement de l’American Museum of Natural History.

## Perte du Karluk et sauvetage des survivants
Stefansson a organisé et dirigé l’expédition Karluk dans l’Arctique canadien 1913-1916 pour explorer les régions à l’ouest de l’archipel Parry pour le gouvernement du Canada. Trois navires ont été employés, le Karluk, la Mary Sachs et l’Alaska. Lorsque le navire principal, le Karluk, est resté coincé dans la glace en août-septembre 1913, Stefansson l’a quitté, avec cinq autres membres de l’expédition, pour aller à la chasse et fournir de la viande fraiche à l’équipage. William McKinley Laird et les autres laissés sur le navire l’ont néanmoins soupçonné d’avoir volontairement quitté le navire, prévoyant que celui ci serait emporté par le pack, comme cela se produisit effectivement. Le navire a dérivé avec la glace vers l’ouest, avec le capitaine Robert Bartlett de Terre-Neuve et 24 autres membres de l’expédition à bord, avant d’être écrasé et de couler le 11 janvier 1914. Quatre hommes qui avaient réussi à atteindre l’île Herald moururent néanmoins, peut-être d’une intoxication au monoxyde de carbone, avant de pouvoir être secourus. Quatre autres hommes partirent aussi, dont Alistair Mackay qui avaient fait partie de l’expédition Nimrod de Shackleton, afin d’atteindre l’île Wrangel, au nord de la Sibérie, par eux-mêmes, mais périrent en route. Les autres membres de l’expédition atteignirent, sous le commandement du capitaine Bartlett, l’île Wrangel mais trois y moururent. Bartlett et son chasseur Inuk Kataktovik firent alors chemin à travers la glace de mer pour obtenir de l’aide en Sibérie. Les survivants furent recueillis par la goélette américaine King & Winge et le garde-côte américain Bear.
Stefansson quitta Collinson Point, en Alaska en avril 1914 pour reprendre ses explorations en traineau sur la mer de Beaufort. Un traineau de support se retourna à 75 km au large des côtes, mais il continua, avec deux hommes, sur un traineau, vivant en grande partie avec son fusil de gibier polaire pendant 96 jours jusqu’à ce que son expédition atteigne la Mary Sachs à l’automne. Stefansson a continué son exploration jusqu’en 1918.

## Fiasco de l’ile Wrangel
En 1921, Stefansson a encouragé et planifié une expédition de colonisation de l’île Wrangel, où les onze survivants des 22 hommes du Karluk avaient vécu de mars à septembre 1914. Stefansson projetait de former une société d’exploration destinée aux personnes désireuses de visiter cette île. À l’origine, il voulait revendiquer l’île Wrangel pour le gouvernement canadien, mais celui-ci a refusé son aide à l’expédition en raison du résultat de son voyage initial. Il s’est ensuite tourné vers le gouvernement britannique qui a rejeté cette demande. La levée du drapeau britannique sur l’île Wrangel, reconnue comme territoire russe, a provoqué un incident international.
Inexpérimentés et mal équipés pour le voyage, les Américains Frédéric Maurer, E. Lorne Knight, Milton Galle et le Canadien Allan Crawford ont tous péri sur l’île ou dans leur tentative d’obtenir de l’aide de la Sibérie à travers la mer des Tchouktches gelée. La seule survivante de l'expédition est une jeune femme Inuk, Ada Blackjack, embauchée par les quatre hommes comme couturière à Nome. Elle avait dû apprendre par elle-même les techniques de survie et soigner le dernier homme sur l’île, E. Lorne Knight, jusqu’à sa mort du scorbut. Blackjack a été sauvée en 1923 après deux ans sur l’île de Wrangel. Stefansson a suscité la colère du public et les familles pour avoir envoyé ces jeunes hommes mal équipés à Wrangel. Cette catastrophe et celle du Karluk ont gravement entaché sa réputation.

## Découvertes
Stefansson a découvert de nouvelles terres comme les iles Brock, Mackenzie King, Borden, Meighen et Lougheed, ainsi que le bord de la plate-forme continentale. Ses voyages et ses succès sont parmi les merveilles de l’exploration de l’Arctique. Il a étendu les découvertes de Francis Leopold McClintock. D’avril 1914 à juin 1915, Stefansson a vécu sur la banquise avant de poursuivre ses explorations au départ de l’île Herschel le 23 août 1915.

## Régime faible en glucides de viande et de poisson
Stefansson est également une personne d’un intérêt considérable dans les milieux de la nutrition, en particulier ceux qui s’intéressent aux régimes très faibles en glucides. Stefansson a documenté le fait que le régime alimentaire inuit se composait d’environ 90 % de viande et de poisson. Les Inuits ne mangeaient souvent que de la viande et du poisson, c’est-à-dire un régime sans glucides, de 6 à 9 mois par an. Il a découvert qu’avec un tel régime, lui et les autres explorateurs d’origine européenne étaient également en parfaite santé. Ces résultats suscitèrent beaucoup de scepticisme lorsqu’il les signala, mais ils ont été confirmés dans des études et des analyses récentes. De nombreuses études ont démontré que le régime alimentaire inuits n’est pas un régime cétogène et qu’environ 15-20 % de ses calories dérivent des glucides, en grande partie à partir du glycogène présent dans la viande crue,,. Des autorités médicales ayant mis ses conclusions en doute, il décida, avec un autre explorateur, d’entreprendre une étude sous l’égide de la prestigieuse Association médicale américaine pour démontrer qu’un régime alimentaire peut être constitué de 100 % de viande. Les deux hommes furent observés de près au Bellevue Hospital au cours des premières semaines et ensuite, par des observateurs payés. Au bout d’une année entière de ce régime, sans aucune supplémentation en vitamine et rien d’autre dans leur régime alimentaire que de la viande et des abats, ils étaient en parfaite santé. les résultats de cette étude furent publiés dans le prestigieux Journal of the American Medical Association.

## Publications

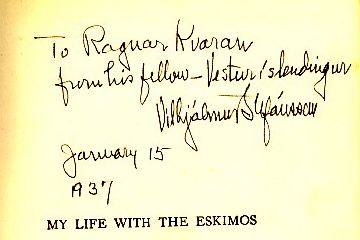
Inscription faite par Vilhjalmur Stefansson sur son livre My Life With the Eskimos.

- (en) My Life with the Eskimo, The Macmillan Company, New York, 1912.
- (en) Stefánsson-Anderson Expedition, 1909-12, Anthropological Papers, AMNH, vol. XIV., New York, 1914.
- (en) The Standardization of Error, W. W. Norton & Company, Inc., New York, 1927.
- (en) Unsolved Mysteries of the Arctic, The Macmillan Company, New York, 1938.
- (en) Not by Bread Alone, The Macmillan Company, New York, 1946.
- (en) The Fat of the Land, The Macmillan Company, New York, 1956.
- (en) Discovery – the autobiography of Vilhjalmur Stefansson, McGraw-Hill Book Company, New York, 1964.
- (en) Cancer: Disease of civilization? An anthropological and historical study, Hill and Wang, Inc., New York, 1960.
- (en) Stefansson, Vilhjalmur (ed.). Great Adventures and Explorations, The Dial Press, 1947.

## Honneurs
Le gouvernement canadien émit une pièce commémorative de l'expédition arctique dirigée par Stefansson et Rudolph Martin Anderson.

## Autres lectures
- (en) Tom Henighan, Vilhjalmur Stefansson : Arctic Traveller, Toronto, Dundurn Press, 2009 (ISBN 978-1-55002-874-4, lire en ligne)